# Macintosh
Вижте пояснителната страница за други значения на Macintosh.
Macintosh или Mac е серия от няколко производствени линии персонални компютри, създадени, поддържани и продавани от Apple Inc. Първият Macintosh е пуснат в продажба на 24 януари 1984 г. Той се превръща в първия успешен личен компютър на пазара, който използва графичен потребителски интерфейс и мишка, вместо използвания дотогава стандартен интерфейс с команден ред. Компанията продължава да постига успехи през втората половина на 1980-те, но през 1990-те г. пазара на персонални компютри започва да се измества към персоналните компютри съвместими с IBM PC, които работят под MS-DOS и Microsoft Windows.
Текущата сфера на компютрите Макинтош обхваща настолни и преносими устройства като: Mac mini - малък, настолен компютър и MacBook Pro - професионален лаптоп. Компютрите Макинтош са насочени главно към масовия потребител в домашни условия, както към образователната сфера и други.
Производството на Макинтош е основано на модел на компютрите на IBM (Apple опростиха и улесниха всички аспекти на хардуера на IBM), като компанията беше способна да задържи правата към неговия софтуер, създавайки собствена експлоатационна система, като тази в геймърските конзоли.
Оригиналната операционна система на Макинтош претърпява много основни промени.
При излизането си финалната версия на Макинтош операционната система 9.2.2 все още не притежаваше много от съвременните отличителни черти на операционната система.
През 2001 г. Apple представи Mac OS X основана на BSD Unix, която притежаваше подобрена стабилност, способност за многозначност и поддръжка на повече от един потребител.
Версията на Мас OS X 10.5, която има кодовото име Leopard, се продава инсталирана във всички нови компютри Мас. За да са по удобни за работа, Епъл разработиха и развиха серия от приложения свързани с цифровата медия. Две основни приложения, които са насочени към производителността на компютрите. Така нареченото iWork също така и софтуер, който е насочен към развитието на професионалния пазар включващ Final Cut Pro, Shake и Aperture. Това е част от разработения за целта софтуер.

## История

### от 1979 до 1984: Развитие
Проекта Macintosh стартира в края на 70-те години на 20 век с Джеф Раскин, служител на Apple Inc., който си представил лесен за използване, нискобюджетен компютър за средния потребител. Той искал да кръсти компютъра на своя любим сорт ябълки McIntosh, но името трябвало да бъде променено поради правни причини. Името било фонетически сходно с това на производителя на аудио оборудване McIntosh Laboratory.

## Продуктова линия на Apple от 2008 г.
1. Mac mini Това е най-евтиният към 2008 г. Макинтош, който се произвежда.
Изпраща се на потребителите без монитор, клавиатура и мишка. Налични са 2 версии, които са оборудвани с процесори Core Duo.
2. iMac Това е водещият модел за годината от продуктовата линия на Apple за десктопи.
Разполага с мобилната версия на интелския процесор Core 2 Duo. Представлява така наречените „всичко в едно“ компютри и има разновидности от 20 и 24 инчови модели.
3. Mac Pro Това е най-скъпият, но и най-модерният компютър от горен клас, който замести Power Mac G5. Той разполага с 2 двуядрени процесора Intel Xeon ('Woodcrest'). В пакета не е включен монитор.
4. MacBook Това е преносим компютър. Използва процесори Intel Core 2 Duo, които не са толкова бързи (диапазон 1,83 GHz or 2 GHz) в сравнение тези на MacBookPro. Това е наследникът както на iBook G4, така и на 12" инчовият PowerBook, който използваше процесор PowerPC G4.
5. MacBook Air Това е преносим компютър, наречен „Най-тънкия преносим компютър в света“ заради своята дебелина – от 4 до 19,4 mm. Предлага се в две разновидности, като разликата между двете е SSD харддискът на единия. Разполага с 1.6 и 1.8 GHz Intel Core 2 Duo процесор. Снабден е с 13,3" инчов дисплей. Това е най-новият Мак – представен от Стийв Джобс по време на речта му на MacWorld '08.
6. MacBook Pro Това е най-горният клас от линията преносими компютри на Apple.
Той разполага с интелски процесор Intel Core 2 Duo на честота 2,16 GHz или 2,33 GHz, със 15,4" или 17" инчови дисплеи. 17" инчовият модел се предлага единствено с 2.33 GHz процесор.
7. Xserve Това е сървърът, който компанията предлага (1U rack-mount). Той разполага с интелския процесор [b][Intel Xeon „Woodcrest“][/b]. В повечето случаи се използва в клъстъри.

## Хардуер
Сегашните продукти на Apple използват Intel x86 процесори. Всички модели имат не по-малко от 512 MB RAM. Също така в днешни дни те използват ATI Radeon, nVidia GeForce или Intel GMA графични ускорители и имат или комбинирано оптично устройство, DVD плейър и CD записвачка в едно, или така нареченият Супер Драйв (SuperDrive), което е двойно (комбинирано) функциониращо DVD и CD записващо устройство. Всички Макинтоши включват 2 стандартни USB порта, които са стандартизирани за моделите още от пускането на iMac през 1998 г., както и FireWire, технология разработена от Apple за поддръжка на устройства от по-висок клас. Както е известно USB са масово използвани и се вграждат във всички компютри, докато FireWire се използва по-рядко и служи за закачане на устройства като видео камери и твърди дискове, което осигурява по-добър трансфер.
Придържайки се към идеята компютрите да бъдат колкото може по-опростени, Макинтош разполага с мишка, която има само един бутон. Това обаче се промени през август 2005, когато Apple пусна своя 4 бутонна мишка (безжична версия на същата беше пусната на 25 юли 2006 г.) и започна да разпространява новите си десктопи с нея. Когато бил пуснат новият iMac G5 през октомври 2005 г., от Apple започнали да включват в определени модели и iSight камера, която била вградена.
Също така бил пуснат и Front Row, система за достъп до данните от друго място.

### Архитектура на процесора
Първият (оригиналният) Макинтош използвал 16/32 bit Motorola 68000 процесор, който имал работна честота от 8 MHz.
Портативният Макинтош (Macintosh Portable) и PowerBook 100 използвали 16 MHz-ова версия на процесора. Макинтош 2 (Macintosh II) имал изцяло 32-битов процесор Motorola 68020, но компютъра съдържал софтуер, който поддържал само 24-битови адресати на паметта и по тази причина използвал само част от възможностите на процесора, докато софтуера не бил обновен и не бил направен напълно съвместим за 32-битовите компютри. Именно за това тези компютри не били изцяло 32-битови. След това успешният Macintosh IIx представил Motorola 68030, който имал и слотове за памет. Моделът
68030 нямал така нареченият вграден FPU (floating point unit), но можело допълнително да се добави модел 68881 или 68882.
По-евтините модели също нямали FPU защото ползвали опростени процесори, но по желание на клиента било възможно добавяне. Първият „чист“ 32-битов Макинтош, който можел да използва 32-битови адресати на паметта и който не се нуждаел от допълнително пачване на софтуера бил Макинтош IIci. През 1991 г. от Apple пуснали първите компютри, които съдържали процесори 68040 от Моторола, които притежавали FPU включени в процесорите си и допълнително добавяне на FPU не било необходимо. Също както предишните, така и тук по-евтините модели нямали вграден FPU, защото ползвали „орязаният“ процесор 68LC040 от Моторола, но по желание на клиента то можело да бъде добавено.
След 1994 г. компанията използвала линията на процесори PowePC, започвайки с PowerPC 601, които по-късно били ъпгрейдвани до версия 603, 603е, 604, 604е и 604ev. През 1997 г. компанията представи своят първи компютър базиран на значително подобреният PowerPC G3 процесор като след това през 1999 г. се появи и PowerPC G4. Последната генерация на PowerPC процесорите, които бе представена бяха 64-битовите PowerPC 970FX („G5“), които излязоха през 2003 г. По време на прехода към PowerPC, разработчици на компанията разработиха емулатор, който да буутва още при самото зареждане на операционната система. В началото скоростта на емулацията не била никак бърза, но в последващите версии бил използвам подобрен емулатор, който работел много по-добре и по-бързо. Първата версия на операционна система, която вървяла с компютрите била емулирана на 95%. Последващите я версии на операционните системи покачили този процент, на PowerPC кода, докато операционата система Х (OS X) не го довела до 100%.
Процесорът на PowerPC 604, представил (SMP – symmetric multiprocessing) симетрична работа на няколко процесора в Макинтошите или по-специално PowerPC 604e, които били моделите 9500 и 9600. 3G процесорите на Apple не можеха да работят със SMP технологията, но за сметка на това G4 и G5 имаха тази възможност и от компанията представиха голямо разнообразие Power Mac точно с такива процесори ползващи SMP. Най-мощните компютри Power Macintosh G5, могат да използват до два двуядрени процесора, което прави общо четири ядра.
На 6 юни 2005 г. Стив Джобс прави изявление, в което споделя, че компанията Apple ще започне преход за преминаване на всички машини от процесорите PowerPC към Intel и точно тогава беше демонстрирана версия на операционната система „Х“ (Mac OS X), която беше инсталирана на компютър работещ с процесор Pentium 4. Макинтошите, разполагащи с процесори на Intel, могат да използват и са съвместими за софтуер, който е правен за компютрите с PowerPC процесори благодарение на така наречена система „Rosetta“, която спомага за това. Вярва се, че тази смяна в линията на процесорите била породена от това, че от IBM нямали възможност да доставят процесори за преносимите компютри на Apple.
Първите Макинтоши с интелски процесори били iMac и 15"-инчовият MacBook Pro, които били представени през януари 2006 г. на конференцията Macworl Conference and Expo. След като Mac mini преминал към интелски процесори клиентите имали възможност да избират между Core solo и Core Duo (едно и дву ядрени) процесори. Продуктите от линията iBook били изместени от MacBook и на 7 август 2006 г. Power Mac G5 бил спрян за сметка на новия Mac Book Pro, който бил базиран на новия процесор произведен от Intel – Intel Xeon „Woodcrest“. Xserve също претърпял промяна и преминал към същите Intel Xeon „Woodcrest“ процесори. През втората половина на 2006 г. Apple стартира нови iMac и MacBook, които
използват Core 2 Duo процесори, претендирайки, че те са 25% по-бързи от предхождащите ги.

## Софтуер

### Операционна система
Оригиналната операционна система от 1984 г. на Макинтош представи някои радикални промени от гледна точка на графичния интерфейс:
System 7, беше първият основен ъпгрейд на операционна система, който беше направен. Обърнете внимание, че дисплея е с 8-битов цвят.
Оригиналната операционна система на Макинтош била известна с името System Software или просто System. С пускането на System 7.6 официалното име било променено на Mac OS или Макинтош операционна система. От 2001 г. класическата операционна система на Макинтош (Mac OS) била изместена от новата BSD Unix (Berkeley Software Distribution) базирана операционна система Mac OS X. По-рано Apple предлагаше Макинтош сървърите си с друга UNIX система. Това беше A/UX, но тя нямаше особен успех. Операционната система на Макинтош Mac OS се счита като една от основните предпоставки за големите продажби на платформата и за това се обръща особено внимание на представянето на новите
продукти и новите рилийзи. От Apple предпочели и заложили на по-свободните елементи на техния интерфейс във всичките им рилийзи. За това могат да бъдат намерени много прилики между Mac OS 9 и модерната операционна система Mac OS X.
Мас OS беше първата широко използвана операционна система с графичен интерфейс. Първоначално операционната система на Макинтош (classic Mac OS) могла да извършва по една операция и била лимитирана от тази гледна точка, но след това в System Sofware 5 била представена като опция и възможността за извършването на няколко задачи едновременно. Следващото голямо подобрение било System 7 през 1991 г., която включвала изцяло нов цветен дизайн, вградена възможност за извършване на няколко операции едновременно, така нареченият AplleScript и още много други опции по конфигурацията, които можел купувачът да направи при поръчката на системата. Операционната система на Макинтош продължила да се развива до версия 9.2.2. като във всяка нова версия били добавяни нови опции: (наноядро, поддръжка на няколко операции на операционната система и други).
През март 2001 г., Apple представи своята нова операционна система Mac OS X, една нова, модерна и по-сигурна система използваща Darwin, XNU и Mach. Mac OS се доставя директно от NeXTSTEP, операционната система разработена от компанията на Стив Джобс NeXT преди да бъде закупена от Apple. Старите програми могат за Mac OS могат да се ползват и на Mac OS X в специална виртуална машина наречена Класическа (Classic), но това е възможно само, ако се използва Макинтош, който има инсталиран Apple софтуер и използва PowerPC процесор. Новите машини, които използват Интелски процесори се нуждаят от допълнителен специфичен софтуер, за да могат да бъдат използвани старите програми.
Програма подобна на програмата „Classic“ наречена „Rosetta“, ще дава възможност на програмите за PowerPC да бъдат използвани и на компютрите разполагащи с Интелски процесори. Mac OS X си остава най-масовата и използвана UNIX базирана операционна система и въпреки че тя никога не е била сертифицирана като такава от Open Group, Apple работи над нова версия, която ще бъде качена на новите сървъри, които предстои да бъдат пуснати на пазара.
Mac OS X на версия 10.4 (пусната на 29 април 2005 г.) с кодовото име Тигър („Tiger“). Следващата версия на Mac OS X v10.5 e планувана за лятото на 2007 г. и има кодовото име Леопард („Leopard“).
С навлизането на Интелските процесори в компютрите на Apple, става възможно използването на Windows-базирани операционни системи на Макинтош без нуждата от допълнителен софтуер като например Virtual PC, който беше необходим преди това, за да могат да бъдат използвани тези програми. През март 2006 г., група хакери съобщават, че са открили начин да ползват Windows XP на Интелски базиран Mac. Те качват софтуер, който прави това възможно на собствения си уебсайт от където може да бъде свален под формата на отворен код. През април същата година, само месец по-късно от Apple представят техен софтуер, бета версия на Boot Camp, която позволява на Интелски базираните Макинтоши да използват Windows XP. Именно тази програма Boot Camp ще бъде стандартна и вградена за предстоящата версия Леопард.